# 25 avril dans les chemins de fer
25 mars 25 mai
Chronologies thématiques
- Croisades
- Sports
- Disney

Cette page concerne les événements qui se sont déroulés un 25 avril dans les chemins de fer.

## Événements

### XIXesiècle
- 1852 : ouverture de la section de Nangis à Chaumont de la ligne Paris-Est - Mulhouse-Ville.

### XXesiècle
- 1985. France : prolongement de la ligne 5 du métro de Paris entre Église de Pantin et Bobigny - Pablo Picasso. Le même jour, la station Gare d'Orléans - Austerlitz prend son nom actuel, Gare d'Austerlitz.